# Torba (Vanuatu)
Torba is de meest noordelijke provincie van het land Vanuatu in Oceanië. De naam Torba is een samenvoeging van de beginletters van de twee grote eilandengroepen die de provincie omvat: de Torreseilanden en de Bankseilanden. De voornaamste eilanden zijn:
- Gaua
- Vanua Lava
- Kwakéa
- Merelava
- Merig
- Mota
- Motalava
- Ra
- Ureparapara

## Bevolking
In de provincie Torba woonden 9359 personen in 2009, verdeeld over een totale oppervlakte van 882 km². De bevolking groeide tussen 2009 en 2013 met waarschijnlijk 1,8% per jaar. De hoofdstad van Torba is Sola. Meer dan de helft woont op de eilanden Vanua Lava en Gaua.
| Name             | Aantal inwoners | Oppervlakte in km² |
| ---------------- | --------------- | ------------------ |
| Vanua Lava       | 2.597           | 314                |
| Gaua             | 2.491           | 342                |
| Overige eilanden | 4.271           | 656                |

Malampa · Penama · Sanma · Shefa · Tafea · Torba